# Lomåsen
Lomåsen är en liten by i Gåxsjö socken i Strömsunds kommun i Jämtland (Jämtlands län). Den första nybyggaren kom till Lomåsen 1822. Som mest bestod byn av sju gårdar och en i en av gårdarna inrymd skola, samt en liten affär. För närvarande (2024) bor endast en person på Lomåsen. Befintliga byggnader användes i huvudsak som fritidshus. Sedan 2007 finns en tandläkarpraktik i byn. Dock med begränsade öppettider  